# Shota Matsuhashi
Shota Matsuhashi (松橋 章太 Matsuhashi Shota?), född 3 augusti 1982 i Nagasaki prefektur, är en japansk före detta fotbollsspelare.
Matsuhashi började sin karriär 2001 i Oita Trinita. Han spelade 118 ligamatcher för klubben. 2008 flyttade han till Vissel Kobe. Efter Vissel Kobe spelade han för Roasso Kumamoto och V-Varen Nagasaki. Han avslutade karriären 2013.